# Gina Patrichi
Gina Patrichi (născută Eugenia Margareta Elena Patrichi; n. 8 martie 1936, București, România – d. 18 martie 1994, București, România) a fost o actriță de film, radio, teatru, televiziune și voce din România.

## Biografie
Eugenia Margareta Elena Patrichi s-a născut în București, pe strada Cazărmii nr. 56, fiind al doilea copil al lui Grigore Patrichi, șef de laborator la Facultatea de Chimie Industrială din cadrul Institutului Politehnic și Elenei Patrichi.

### Studii
A urmat Școala „Ion Creangă”, apoi Liceul de fete „Domnița Ileana”. Se înscrie la Institutul de Teatru „I.L. Caragiale” din București, la clasa Aurei Buzescu, urmând cursurile acestuia timp de trei ani, începând din 1953, fiind admisă cu dispensă de vârstă pentru că nu își încheiase încă studiile liceale, dar este și exmatriculată înainte de absolvire, din motive disciplinare.

### Viața artistică
În ciuda exmatriculării din Institutul de Teatru, a fost angajată la nou înființatul teatru din Galați, unde a debutat scenic cu rolul Marina Pleșoianu în spectacolul Nota zero la purtare de Octavian Sava și Virgil Stoenescu, regizat de Valeriu Moisescu, în 21 octombrie 1956. Experiența dureroasă a alungării din școală s-a dovedit în timp benefică, determinând o schimbare de atitudine ce o prefigura pe artista perfecționistă de mai târziu și contribuind, așadar, la formarea conștiinței unei adevărate profesioniste. Gina Patrichi a jucat la Teatrul Dramatic din Galați până în anul 1964, când a fost invitată să se alăture colectivului Teatrului Bulandra din București, condus de regizorul, actorul și scenograful Liviu Ciulei. Aici și-a făcut debutul în 29 ianuarie 1964, în piesa Jocul de-a vacanța de Mihail Sebastian, sub îndrumarea aceluiași Valeriu Moisescu.
Marile roluri le-a creat în principal pe scena Teatrului Bulandra (cu o excepție notabilă: rolul reginei în spectacolul Antoniu și Cleopatra de William Shakespeare, în regia lui Mihai Măniuțiu, montat la Teatrul Național din Cluj, 1988), pe care a slujit-o până aproape de sfârșit - ultima stagiune: 1992-1993; ultima premieră: Teatrul comic de Carlo Goldoni, în regia lui Silviu Purcărete (22 noiembrie 1992).
În 1965 debutează în cinematografie cu rolul Roza din filmul Pădurea spânzuraților, în regia lui Liviu Ciulei. A lucrat cu mari regizori, precum Liviu Ciulei, Valeriu Moisescu, Lucian Pintilie, Vlad Mugur, Radu Penciulescu, Andrei Șerban și Cătălina Buzoianu, și a colaborat extrem de bine cu actorul Ion Caramitru, în postură de regizor, sau coregrafa Miriam Răducanu. Numele său este legat de montări celebre: Clipe de viață, D-ale carnavalului, Elisabeta I, Victimele datoriei, Puricele în ureche, Azilul de noapte, Hedda Gabler, Interviu, Amintiri, Dimineață pierdută, Hamlet etc. În film, actrița și-a făcut debutul, remarcabil, alături de Victor Rebengiuc, în lungmetrajul realizat de Liviu Ciulei după cunoscutul roman Pădurea spânzuraților de Liviu Rebreanu (1964). A creat de asemenea nenumărate personaje memorabile la teatrul radiofonic, jucând în peste 150 de piese transmise pe calea undelor hertziene.

## Viață privată
Gina Patrichi a fost căsătorită cu avocatul Victor Anagnoste (1928 - 2011), din 1959 până la decesul prematur al actriței (la doar 58 de ani). În 1966 s-a născut fiica celor doi, Oana.

## Ca omagiu
Strada Orlando din București, pe care a locuit actrița, astăzi, îi poartă numele.

## Roluri și spectacole reprezentative în teatru

### LaTeatrul Bulandradin București
- Dimineață pierdută de Gabriela Adameșteanu, regia Cătălina Buzoianu, 1986 - Ivona (spectacol preluat de Televiziunea Română)
- Hamlet de William Shakespeare, regia Alexandru Tocilescu, 1985 - Gertruda (în locul actriței Ileana Predescu, din 1990)
- Romeo și Julieta la sfârșit de noiembrie de Jan Otcenasek, regia Valeriu Moisescu, 1984 - Maria Dockalova (spectacol preluat de Televiziunea Română, regia de studio Cornel Todea)
- O lume pe scenă, regia Miriam Răducanu, 1984
- Amintiri de Alexei Arbuzov, regia Ion Caramitru, 1982 - Liubov Ghiorghievna
- Interviu de Ecaterina Oproiu, regia Cătălina Buzoianu, 1976 - Reportera
- Hedda Gabler de Henrik Ibsen, regia Cătălina Buzoianu, 1975 - Hedda Tesman
- Azilul de noapte de Maxim Gorki, regia Liviu Ciulei, 1975 - Nastasia
- Elisabeta I de Paul Foster, regia Liviu Ciulei, 1974 - Caterina de Medici
- Vicarul de Rolf Hochhuth, regia Radu Penciulescu, 1972 - Julia Luccani
- Acești nebuni fățarnici de Teodor Mazilu, regia Emil Mandric, 1970 - Silvia
- Puricele în ureche de Georges Feydeau, regia Emil Mandric, 1969 - Raymonde Chandebise
- Victimele datoriei de Eugen Ionescu, regia Crin Teodorescu, 1968 - Madeleine
- Iulius Cezar de William Shakespeare, regia Andrei Șerban, 1968 - Portia
- D-ale carnavalului de Ion Luca Caragiale, regia Lucian Pintilie, 1966 - Mița Baston
- Clipe de viață de William Saroyan, regia Liviu Ciulei, 1964 - Kitty Duval (spectacol preluat de Televiziunea Română, regia de studio Liviu Ciulei)
- Jocul de-a vacanța de Mihail Sebastian, regia Valeriu Moisescu, 1964 - Corina

### La Teatrul Dramatic din Galați
- Taina de Horia Stancu, regia Gheorghe Jora, 1963 - Femeia de stradă
- Umbra de Evghenii Șvarț, regia Gheorghe Jora, 1963 - Anunțiata
- Poveste din Irkutsk de Arbuzov, regia Vlad Mugur, 1962 - Valia (rol cu care obține Premiul II la Concursul „Decada tinerilor actori” din 1964
- Celebrul 702 de Alexandru Mirodan, regia Vlad Mugur, 1961 - Miss Pope
- Nora de Henrik Ibsen, regia Ariana Kuner, 1959 - Nora
- Titanic vals de Tudor Mușatescu, regia Valeriu Moisescu, 1958 - Gena
- Gâlcevile din Chiogia de Carlo Goldoni, regia Valeriu Moisescu, 1957 - Lucietta
- Nota zero la purtare de Virgil Stoenescu și Octavian Sava, regia Valeriu Moisescu, 1956 - Mariana Pleșoianu
- Don Gil de... Ciorap Verde de Tirso de Molina, regia Crin Teodorescu, 1957 - Dona Ines

### LaTeatrul Național din Cluj
- Antoniu și Cleopatra de William Shakespeare, regia Mihai Măniuțiu, 1988 - Cleopatra (spectacol preluat de televiziunea română, regia de studio Dan Necșulea)

### La Teatrul Național de Televiziune
- Stâlpii societății de Henrik Ibsen, regia Dan Necșulea, 1988 - Lona Hessel
- Capcana de J.P. Miller, regia Eugen Todoran, 1980
- În așteptarea lui Lefty de Clifford Oddets, regia Cornel Popa, 1979
- Serenadă pentru două vârste de Paul Everac, regia Constantin Dicu, 1978
- Valentin și Valentina de Mihail Roscin, regia Irina Vrabie, 1977
- Să umplem pamântul cu visuri de Dan Tărchilă, regia Eugen Todoran, 1977
- Egmont de J.W. Goethe, regia Sorana Coroamă-Stanca, 1977
- Uitarea de Valentin Munteanu, regia Constantin Dicu, 1977
- Livada cu vișini de A.P. Cehov, regia Cornel Todea, 1975 - Liubov Andreevna Ranevskaia
- Cadavrul viu de L.N. Tolstoi, regia Cornel Popa, 1975
- Scrisori apocrife de Constantin Munteanu, regia Petre Sava Băleanu, 1975
- Pescărușul de A.P. Cehov, regia Petre Sava Băleanu, 1974 - Arkadina
- Micul Eyolf de Henrik Ibsen, regia Petre Sava Băleanu, 1972 - Rita Allmers
- Cavalerul tristei figuri, după Cervantes, regia Petre Bokor, 1971
- Farsa lui Pathelin, regia Alexandru Tatos, 1971
- Unul dintre noi de Radu Bădilă, regia Letiția Popa, 1971
- Diavolul și bunul Dumnezeu de J.P. Sartre, regia Letiția Popa, 1970
- Răpirea prea frumoaselor sabine de Leonid Andreev, regia Adrian Georgescu și Dan Damian, 1970
- Un nasture sau absolutul de Radu Cosașu, regia Savel Știopu, 1970
- Surorile Boga de Horia Lovinescu, regia Petre Sava Băleanu, 1967
- Subprefectul după Duiliu Zamfirescu, regia Letiția Popa, 1967
- Ifigenia în Taurida de Paul Everac, regia Petre Sava Băleanu, 1967
- Troienele după Euripide și J.P. Sartre, regia Petre Sava Băleanu, 1967 - Andromaca
- Comoara după Ioan Slavici, 1965
- Rața sălbatică de Henrik Ibsen, regia Petre Sava Băleanu, 1965

## Filmografie
- Pădurea spînzuraților (1965) - Roza
- Felix și Otilia (1972) - Olimpia
- Bariera (1972) - Tuțuleasca
- Trecătoarele iubiri (1974) - Hanna
- Dincolo de nisipuri (1974) - Vetina Berechet
- Nemuritorii (1974) - Ioana
- Nu filmăm să ne-amuzăm (1975) - Margareta
- Tată de duminică (1975) - Adriana Danu
- Rătăcire (1978) - Delia
- Proba de microfon (1980) - reportera TV Luiza
- Saltimbancii (1981) - Lisette
- Liniștea din adîncuri (1982) - patroana
- Pe malul stîng al Dunării albastre (1983) - fosta artistă Alexandra Bengescu „Zaza”
- Moromeții (1987) - Maria Moromete („Guica”)
- Figuranții (1987) - Zaza
- Duminică în familie (1988) - pensionara
- Hanul dintre dealuri (1988) - Aspasia

- Romeo si Julieta la sfarsit de noiembrie (TV) (1990) - Marie Dockalova
- Sezonul pescărușilor, regia Nicolae Oprițescu (1985) - Bătrâna vilegiaturistă
- Fram, serial TV, regia Elisabeta Bostan (1983)
- Lumini și umbre (partea a II-a), serial TV, regia Andrei Blaier, Mihai Constantinescu, Mircea Muresan (1982)
- Lumini și umbre (partea I), serial TV, regia Andrei Blaier, Mihai Constantinescu, Mircea Muresan (1981)
- Capcana (1980)
- Cântec pentru fiul meu, regia Constantin Dicu (1980) - Eliza
- De ochii lumii (TV), regia Cornel Popa (1971)
- Neînfricații, regia Iulian Mihu (1969) - serial TV
- Procesul alb, regia Iulian Mihu (1965)- Ana-Maria

## Premii
- Premiul II la Concursul „Decada tinerilor actori” pentru rolul Valia din filmul Poveste din Irkutsk de Arbuzov, regia Vlad Mugur, 1964
- Premiul pentru interpretare feminină al Festivalului de la Costinești pentru rolul Zaza din filmul Pe malul stâng al Dunării albastre, regia Malvina Urșianu, 1983[9]
- Premiul ACIN pentru rolul Zaza din filmul Pe malul stâng al Dunării albastre, regia Malvina Urșianu, 1983
- Premiul ATM pentru rol principal feminin în spectacolul Antoniu și Cleopatra de William Shakespeare, regia Mihai Măniuțiu, 1988
- Premiul de excelență acordat de UNITER, 31 ianuarie 1994
- Premiul de excelență (post mortem), la Gala UNITER, în aprilie 1994